# LZ 5 'ZII'

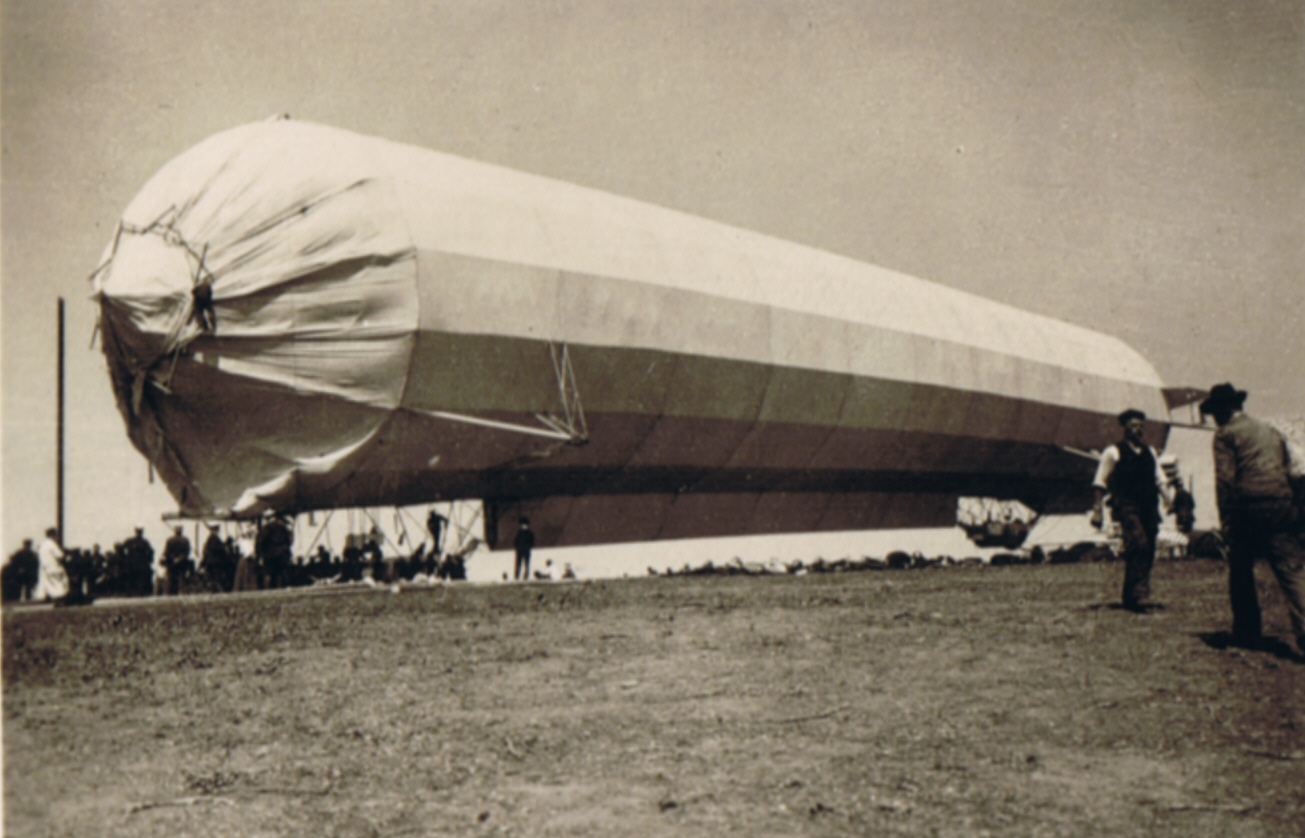
De LZ5 in 1909

De LZ5 was de tweede zeppelin van het Duitse leger. Ferdinand von Zeppelin wilde met dit schip boven Berlijn verschijnen. Het schip moest terugkeren na een storm. Het ging zelfs zo ver dat het schip verplicht werd om een noodlanding te maken. Dr. Durr, diegene die de driehoeksdrager uitvond, stond al 60 uur aan het hoogteroer. Hij was zo vermoeid dat hij de neus van het luchtschip pardoes in een perenboom drukte. Op gegeven moment was men Durr kwijt. Hij was wat chocolade in het dorp gaan kopen. De schade werd geïmproviseerd hersteld en er werd terug koers gezet naar Friedrichshafen. Later werd dit luchtschip verkocht aan het Duitse leger. De LZ5 verongelukte op 25 april 1910 in Weilburg en werd gesloopt. 
ZI · ZII · vervanging ZII · ZIII · vervanging ZI · ZIV · tweede vervanging ZI · ZV · ZVI · ZVII · ZVIII · ZIX